# Président de l'Assemblée législative des Tonga
Le président de l'Assemblée législative préside les sessions de l'Assemblée législative, le parlement monocaméral des Tonga.
Ce poste est institué par la Constitution de 1875, qui dispose dans son article 61 que le président de l'Assemblée est nommé par le roi. Depuis les réformes démocratiques mises en œuvre en 2010, toutefois, l'Assemblée élit son propre président, et le roi nomme à la présidence la personne choisie par l'Assemblée parmi ses membres,. Le président ne peut être choisi que parmi les élus de la noblesse.
Le président gère les débats à l'Assemblée. Les députés ne peuvent prendre la parole qu'avec son accord. Tenu d'exercer ses fonctions de manière impartiale, il veille à ce que les membres des différents courants ou partis puisse s'exprimer de manière équitable. Il maintient l'ordre dans l'enceinte de la Chambre, et veille au respect des procédures parlementaires. Par ailleurs, il est la 'voix' de l'Assemblée, la représentant auprès du roi, du gouvernement ainsi qu'après de personnalités étrangères.
L'actuel président de l'Assemblée est Lord Fakafanua, depuis décembre 2017.

## Liste des titulaires
Depuis le premier parlement en 1875, les personnes suivantes ont exercé la présidence de l'Assemblée :
| Nom                                | Titre de noblesse                                               | Dates       | Remarques |
| ---------------------------------- | --------------------------------------------------------------- | ----------- | --- |
| Viliami Tungi Halatuituia          | Tungi                                                           | 1875-1896   | |
| Siaosi Tukuʻaho                    | Aucun : mort avant son père, il n'hérite pas du titre de Tungi. | 1897        | Fils du précédent. Premier ministre de 1890 à 1893.                                                                |
| Siaosi Fatafehi Toutaitokotaha     | Tuʻi Pelehake                                                   | 1897-1912   | Brièvement Premier ministre en janvier 1905. Père du roi George Tupou II.                                          |
| Finau ʻUlukalala                   | ʻUlukalala                                                      | 1912-1938   | |
| ʻOsaiasi Veikune                   | Tuʻihaʻateiho                                                   | 1939-1940   | |
| Siosiua Niutupuʻivaha Kaho         | Tuʻivakano                                                      | 1941        | |
| Sitenimoa Valevale                 | Nuku                                                            | 1942-1944   | |
| ʻOsaiasi Veikune                   | Tuʻihaʻateiho                                                   | 1945        | 2e mandat |
| Siosiua Niutupuʻivaha Kaho         | Tuʻivakano                                                      | 1946-1948   | 2e mandat |
| ʻOsaiasi Veikune                   | Tuʻihaʻateiho                                                   | 1949        | 3e mandat |
| Siosiua Niutupuʻivaha Kaho         | Tuʻivakano                                                      | 1946-1948   | 3e mandat |
| Semisi Fonua Kalaniuvalu           | Kalaniuvalu                                                     | 1951-1958   | |
| Tevita ʻUnga Tangitau              | Maʻafu                                                          | 1959-1984   | |
| Siosiua Ngalumoetutulu Kalaniuvalu | Kalaniuvalu et Fotofili                                         | 1984-1986   | |
| ?                                  | Malupo                                                          | 1987-1989   | |
| ?                                  | Fusituʻa                                                        | 1990-1998   | |
| Siosifa Fatafehi Fuatakifolaha     | Veikune                                                         | 1999-2001   | |
| Siale ʻAtaongo Kaho                | Tuʻivakano                                                      | 2002-2004   | Premier ministre de 2010 à 2014.                                                                                   |
| Siosifa Fatafehi Fuatakifolaha     | Veikune                                                         | 2005-2006   | 2d mandat |
| Havea Tuʻihaʻangana                | Tuʻi Haʻangana                                                  | 2006-2007   | |
| Malakai Fakatoufifita              | Tuʻilakepa                                                      | 2008-2010   | Démis de cette fonction lors de son arrestation pour possession illégale d'arme à feu et de drogue.                |
| Havea Hikule‘o ‘oPulotu            | Lasike                                                          | 2010-2012   | Démis de cette fonction et exclus du Parlement lorsqu'il est reconnu coupable de possession illégale d'arme à feu. |
| Fatafehi Fakafanua                 | Fakafanua                                                       | 2012-2014   | |
| Siale ʻAtaongo Kaho                | Tuʻivakano                                                      | 2015-2017   | 2d mandat |
| Fatafehi Fakafanua                 | Fakafanua                                                       | depuis 2017 | 2d mandat |